# Psychofysiologie
Psychofysiologie is een onderdeel van de biologische psychologie, die de biologische basis onderzoekt van menselijk gedrag. 
Het psychofysiologische onderzoek gebeurt meestal door in het laboratorium systematisch bepaalde condities te manipuleren die betrekking hebben op psychologische functies als aandacht, mentale inspanning, geheugen, emoties, taal e.d. Men kijkt dan welke invloed dit heeft op allerlei fysiologische variabelen, zoals autonome fysiologische activiteit (bijvoorbeeld, hartslag, ademhaling, huidgeleiding, pupildiameter) en hersenactiviteit (bijvoorbeeld, elektro-encefalogram, event-related-potentials). Deze activiteit wordt met behulp van speciale apparatuur, zoals een polygraaf of een elektro-encefalograaf gemeten.  Onderzoekers op dit terrein hebben meestal een opleiding in de psychologie gevolgd. Soms wordt in Nederland voor deze aanpak ook de term fysiologische psychologie gebruikt. In de Angelsaksische wereld wordt de laatste term echter veel gebruikt als aanduiding van dieronderzoek waarbij men de hersenen van dieren onderzoekt vanuit een neurobiologisch evolutionair perspectief.
De term fysiologische psychologie werd in het verleden ook wel gebruikt als aanduiding van een wetenschappelijke benadering waarbij men (net tegenovergesteld aan de aanpak van de psychofysiologie) de invloed onderzoekt van manipulaties van fysiologische systemen, zoals de hersenen, op menselijk gedrag en psychische functies. Een voorbeeld van het laatste is onderzoek naar de invloed van psychofarmaca op reactiesnelheid en aandachtsfuncties. 